# Leucania simplaria
Leucania simplaria är en fjärilsart som beskrevs av Saalmüller 1891. Leucania simplaria ingår i släktet Leucania och familjen nattflyn. Inga underarter finns listade i Catalogue of Life.